# Testimony (album)
Testimony – album studyjny amerykańskiego wokalisty i multiinstrumentalisty Neala Morse’a. Muzyka na płycie została utrzymana w stylistyce rocka progresywnego. Wydawnictwo ukazało się 23 września 2003 roku nakładem wytwórni muzycznych Radiant Records, SPV GmbH, InsideOut Music i Metal Blade Records.

## Lista utworów
Opracowano na podstawie materiału źródłowego.
| CD 1 Part 1 1. "The Land of Beginning Again" – 3:10 2. "Overture No. 1" – 5:58 3. "California Nights" – 5:46 4. "Colder in the Sun" – 6:20 5. "Sleeping Jesus" – 5:32 6. "Interlude" – 1:56 7. "The Prince of the Power of the Air" – 2:43 8. "The Promise" – 2:52 9. "Wasted Life" – 6:50 Part 2 1. "Overture No. 2" – 2:31 2. "Break of Day" – 6:55 3. "Power in the Air" – 5:03 4. "Somber Days" – 5:06 5. "Long Story" – 5:35 6. "It's All I Can Do" – 6:25 |  | CD 2 Part 1 1. "Transformation" – 3:00 2. "Ready to Try" – 4:48 3. "Sing it High" – 4:48 Part 2 1. "Moving in my Heart" – 3:06 2. "I Am Willing" – 6:28 3. "In the Middle" – 2:27 4. "The Storm Before the Calm" – 7:31 5. "Oh, to Feel Him" – 6:17 6. "God's Theme" – 2:31 Part 3 1. "Overture No. 3" – 1:05 2. "Rejoice" – 2:28 3. "Oh Lord My God" – 3:54 4. "God's Theme 2" – 2:10 5. "The Land of Beginning Again" – 0:54 |  | CD 3 (bonus) 1. "The fang... sings!" – 0:18 2. "Tuesday Afternoon"/"Find My Way Back Home" – 13:21 |

## Twórcy
Opracowano na podstawie materiału źródłowego.
| - Aaron Marshall, Gene Miller, Pamela Ward, Rick Altizer, Terry White – wokal wspierający - David Henry – wiolonczela - Thomas Ewerhard – design - Glenn Caruba – kontrabas - Mike Portnoy – perkusja, instrumenty perkusyjne, wokal wspierający - Jerry Guidroz – inżynieria dźwięku - Katie Hagen – waltornia - Kerry Livgren – gitara - Jerry Guidroz – oklaski |  | - Rich Mouser – miksowanie - Joey Pippin – zdjęcia - Neal Morse – produkcja muzyczna, wokal prowadzący, gitara, instrumenty klawiszowe - Jim Hoke, Mark Leniger – saksofon - Johnny Cox – gitara - Neil Rosengarden – trąbka - Chris Carmichael – skrzypce, altówka, wiolonczela - Eric Brenton – skrzypce, altówka, flet |